# Samagaun
Samagaun (Nepali सामागाउँ) ist ein Dorf und ein Village Development Committee (VDC) in Nepal im Distrikt Gorkha.
Das Dorf Samagaun (auch Sama) liegt auf einer Höhe von 3500 m am Oberlauf des Budhigandaki. Talabwärts liegt Lho. Im Norden grenzt das VDC an Tibet. Im Süden von Samagaun liegt das Manaslu-Massiv, im Westen der Peri Himal und im Nordosten die Berge des Kutang Himal. Der Bergsee Birendra Taal liegt oberhalb von Samagaun auf einer Höhe von etwa 3680 m. Der Manaslu-Rundweg verläuft durch Samagaun.

## Einwohner
Bei der Volkszählung 2011 hatte Samagaun 604 Einwohner (davon 281 männlich) in 197 Haushalten.

## Dörfer und Weiler
Samagaun besteht aus mehreren Dörfern und Weilern. 
Die wichtigsten sind:
- Kermo Kharka (3580 m ⊙)
- Manaslu Base Camp (4150 m ⊙)
- Samagaun oder Sama (3500 m ⊙)
- Samdo (3850 m ⊙)
- Syalagaun oder Shyala (3500 m ⊙)